# 宮城県泉館山高等学校
宮城県泉館山高等学校（みやぎけん いずみたてやまこうとうがっこう）は、宮城県仙台市泉区長命ケ丘東にある県立高等学校。1983年（昭和58年）に設立された。通称は「館高」（たてこう）もしくは「館山」（たてやま）。

## 概観
七北田川南岸の七北田丘陵上にある中世の城跡「長命館」（ちょうめいだて）に因んで、長命館周辺の七北田丘陵は「館山」と呼ばれている。当校はこの「館山」の一部に立地し、また、泉市（当時）内にあることから『泉館山』との校名となった。ただし、東西に連なる丘陵地である「館山」は、南北道の宮城県道264号大衡仙台線建設の際に大規模な切り通しで東西に分断され、当校は西側の泉区長命ヶ丘、「長命館」は東側の泉区加茂になり、切り通しの上に設置された歩行者・自転車専用の跨道橋で結ばれるのみとなった。
本校は1980年代前半に仙台市北部周辺の団塊ジュニア世代の高校進学が目前に迫り、また近隣に泉パークタウンや長命ヶ丘、桜ケ丘、東勝山などといった新興住宅地が開発されるなどにより学力上位層が大幅に増加すると考えられ、既存の公立進学校では定員が不足すると予測されたため、この対策として開校へと至った。また、校舎はコスト削減を図るために同年度に開校された宮城広瀬高校と共通の建築設計となっている。
開校にあたって仙台北学区では学力上位に位置する仙台三高のデータを基にし、これに準ずるかもしくは同等に値するように設定されていた。
近年の進学実績では、国公立大学に年間100名前後の合格者があり、地元の東北大学にも合格者を出す。また東北学院大学にも毎年100名以上の合格者を出している。
2003年度（平成15年度）から2005年度（平成17年度）は県の「エクセレント・ハイ・スクール」の指定を受け、学校によって「大志21プラン」が制定された。指定に伴ってこれまでの分掌部（総務、教務、生徒指導、進路指導、保健厚生、図書）に加えて、活性化推進部が設けられ、指定が終了した現在もこの活動は学校独自で行われている。

## 沿革
- 1982年（昭和57年）03月 - 宮城県住宅供給公社より建設地取得
- 1982年（昭和57年）07月 - 体育館建築工事着工
- 1982年（昭和57年）09月 - 校章制定
- 1982年（昭和57年）11月 - 制服制定
- 1982年（昭和57年）12月 - 第2期工事管理棟建設工事着工
- 1982年（昭和57年）12月 - 泉市長命ヶ丘東1番地に宮城県泉館山高等学校設置を公示
- 1982年（昭和57年）12月 - 生徒募集公示第1学年定員360名
- 1983年（昭和58年）01月 - 屋内体育館完成
- 1983年（昭和58年）02月 - 第1期工事教室棟完成
- 1983年（昭和58年）04月 - 開校
- 1983年（昭和58年）04月 - バックネット完成
- 1983年（昭和58年）08月 - 第2期工事管理棟完成
- 1983年（昭和58年）12月 - 器具庫、自転車置場2棟完成
- 1984年（昭和59年）03月 - 緑化計画第1期完了
- 1984年（昭和59年）04月 - 準制服・セーターの制定
- 1984年（昭和59年）11月 - テニスコート（4面）練習板（1面）完成
- 1985年（昭和60年）06月 - 野球場バックネット改修工事
- 1986年（昭和61年）03月 - 自転車置き場1棟完成
- 1986年（昭和61年）05月 - 第1回泉三校定期戦（1日）
- 1987年（昭和62年）03月 - 校歌碑建立
- 1987年（昭和62年）07月 - 水泳プール完成
- 1988年（昭和63年）03月 - 語学演習室（L.L）完成
- 1988年（昭和63年）03月 - 中庭完成
- 1989年（平成01年）01月 - 武道場完成
- 1990年（平成02年）03月 - 体育館フロアー全面補修
- 1990年（平成02年）03月 - 北倉庫完成
- 1990年（平成02年）05月 - テニスコート改修工事
- 1990年（平成02年）08月 - 普通教室・廊下床塗替工事
- 1991年（平成03年）03月 - 野球バックネット増設工事
- 1992年（平成04年）07月 - 部室完成
- 1993年（平成05年）06月 - テニスコート整備工事
- 1993年（平成05年）08月 - 中庭整備工事
- 1993年（平成05年）09月 - 第1期グラウンド整備工事
- 1995年（平成07年）02月 - 第2期グラウンド整備工事
- 1995年（平成07年）03月 - 図書室クーラー設置
- 1996年（平成08年）02月 - 会議室クーラー設置
- 1997年（平成09年）03月 - コンピュータ21台設置
- 1998年（平成10年）03月 - ゴミ集積所設置
- 1998年（平成10年）03月 - グラウンド散水設備設置
- 1999年（平成11年）03月 - 宮城県学習情報ネットワークへの接続・インターネットの利用開始
- 1999年（平成11年）04月 - 学級増に伴うプレハブ校舎1棟増設（平成14年まで）
- 2000年（平成12年）04月 - 学級増に伴うプレハブ校舎1棟増設（平成13年まで）
- 2004年（平成16年）06月 - 多目的ホール「翠樅会館」完成
- 2005年（平成17年）11月 - 体育館庇等改修工事
- 2006年（平成18年）12月 - 防球ネット増設工事
- 2007年（平成19年）01月 - 防砂ネット増設工事
- 2007年（平成19年）10月 - バリアフリー設置工事
- 2008年（平成20年）08月 - 部室等塗装改修工事
- 2008年（平成20年）12月 - 非常放送設備更新工事
- 2008年（平成20年）12月 - プール補修工事
- 2009年（平成21年）10月 - 防砂ネット増設工事
- 2009年（平成21年）11月 - 地上デジタル放送受信アンテナ工事
- 2011年（平成23年）03月 - プール床下鉄骨補強工事
- 2011年（平成23年）06月 - 多目的トイレ設置
- 2011年（平成23年）11月 - 保健室空調機設置
- 2012年（平成24年）08月 - 進路学習室設置
- 2012年（平成24年）10月 - 進路学習室冷暖房装置設置
- 2013年（平成25年）02月 - バリアフリー改修工事
- 2014年（平成26年）09月 - 管理棟エレベータ設置[1]

## 学校行事

### 泉三校定期戦
泉三校定期戦とは、泉区内に所在する泉館山・泉・泉松陵の県立高校三校の間で行われる定期戦の総称で、毎年5月に泉総合運動場を主会場に行われる。
毎年、仙台市都心部で宣伝のためのパレードが行われていたが、近年は泉中央で行われている。

### 球技大会
館高三大行事の劈頭。毎年7月上旬に実施。クラスごとにオリジナルのユニフォームを製作し、ドッジボールやバスケットボールなどの球技を行い、得点によるクラス毎の総合順位を競う。

### 翠樅祭
館高三大行事の2つ目。毎年夏休み明け第2週（8月末～9月頭）に実施。読みは「すいしょうさい」。いわゆる文化祭。文化部やクラス、団体ごとに展示・発表や出店を出す。また、有志バンドの演奏、中夜祭での女装コンテストや有志による歌やダンスパフォーマンス、校庭でのフォークダンスも恒例となっていたが、近年ではみられなくなった。

### 体育祭
館高三大行事の掉尾。毎年10月に実施。運動会のような形式で、綱引きなどで得点を競う。名物は、炎の女。これは、女子限定の棒引きであるが、例年あまりの激しさに怪我人が続出する。2007年度（平成19年度）には競技で使用された棒が折れる激しさであった。骨折一名。2013年度（平成25年度）も競技で使用された棒が折れ出血者がでる激しさであった。

### イルミネーション
有志で集まった一年生の実行委員が木をイルミネーションする。また、有志ダンスチームによるイルミネーションコンサートも行われる。

## 応援団幹部
正式には部活動ではなく、「委員会」であった。穏やかな校風に反し男子高を思わせるような存在感を持っていた。羽織袴を着用し、エールを中心とした応援スタイル、応援団員として活動中は笑顔を禁じられ、規律規則を重んじられていた。その羽織袴は、新撰組を模した浅葱色の羽織に白色の袴、ただし団長のみ黒色の羽織袴に高下駄姿である。
代々受け継がれる羽織袴及び高下駄には、その男子が目指すべき姿を漢字一字で表した刺繍が施されている（団長は『徳』。幹部用には『礼』『誠』『献』『仁』『智』『義』『信』など）
主な役職としては、団長（全校生徒による選挙で選出）、団長の補佐役の副団長、幹部をまとめる立場の幹部長、県内随一の大きさ・重量を誇る和太鼓を預かる太鼓長、推定約45kgの大団旗を預かる旗手長があった。
後輩団員が先輩団員に対し、その姿を少しでも見かけたら「押忍！」と挨拶を行う『100メートル挨拶』や、エールの間違いや先輩団員の気分を損ねた時にペナルティとして与えられる『伏せ！』（腕立て伏せの体制で、『直ってよし！』の声がかかるまで、ひたすら同じ体制をとらなければいけない）など、後輩指導の妙味は代々受け継がれていた。
近年は団員不足により、活動もほとんど行われておらず、2006年度（平成18年度）生徒会役員選挙では応援団長の候補者を擁立できなかったため、かわりにチアリーダーが立候補、当選した。これにより一時、応援団幹部会は事実上の休止状態にあったが、2007年度（平成19年度）生徒会役員選挙では応援団長に男子生徒が立候補し、当選。応援団の復活が期待されている。
現在は、チアリーダーと応援団が三世代揃い壮行応援や野球応援を率先して行っている。
2010年は夏の高校野球予選準々決勝で応援団を筆頭とし全校応援を行った。

## 部活動
- 運動部
  - 硬式野球部・ソフトボール部・陸上部・サッカー部・山岳部・剣道部・ハンドボール部・バスケットボール部・テニス部・ソフトテニス部・バレーボール部・弓道部・バドミントン部・卓球部
- 文化部
  - 吹奏楽部・合唱部・囲碁将棋部・美術部・茶華道部・家庭部・写真部・放送部・総合科学部

## 主な卒業生
- 佐々木重樹（元プロ野球選手（ヤクルトスワローズ→福岡ダイエーホークス））
- 堀籠佳宏（陸上選手（富士通）：世界陸上出場、北京オリンピック出場)
- 名護ひと美(Date FM元アナウンサー)
- 渡辺晃一（ボーカルグループAJI）
- 鎌田宏夢（琉球放送アナウンサー）

## アクセス
- 仙台市地下鉄南北線泉中央駅より仙台市営バス南吉成行で「上谷刈山添」バス停下車
- 仙台駅前、北仙台駅より仙台市営バス長命ヶ丘行で「泉館山高校前」バス停下車
- 仙台駅前より宮城交通バス宮城大学行で「上谷刈山添」バス停下車